# Кабан (річка)
Кабан — річка в Росії, бере початок на північно-західному схилі гори Лиса (висота 819 м). Довжина 16 км. Долина складена уламковими відкладеннями.
Впадає в річку Ту біля селища Ольгинка.